# Heinrich Mussinghoff
Mons. Heinrich Mussinghoff (* 29. října 1940, Osterwick) je německý římskokatolický duchovní a emeritní biskup cášský.

## Život
Narodil se 29. října 1940 v Osterwicku (Rosendahl) ve spolkové zemi Severní Porýní-Vestfálsko.
Základní školu navštěvoval ve své rodné obci a následně odešel na St.-Pius-Kolleg v Coesfeldu. Poté pokračoval ve studiu na státním gymnáziu Nepomucenum Coesfeld. V letech 1962-1967 studoval filosofii a teologii na univerzitě v Münsteru a na univerzitě ve Freiburgu.
Dne 29. června 1968 jej biskup münsterský Joseph Höffner vysvětil na kněze. Po vysvěcení se stal kaplanem farnosti svatého Josefa v Herten-Disteln. Zde působil až do roku 1971, kdy se stal kaplanem a sekretářem biskupa Heinricha Tenhumberga. Roku 1978 získal doktorát z kanonického práva.
V letech 1980-1995 byl členem katedrální kapituly v Münsteru. Roku 1981 byl ustanoven hlavou církevního diecezního soudu a roku 1990 katedrálním proboštem.
Dne 12. prosince 1994 jej papež Jan Pavel II. jmenován biskupem cášským. Biskupské svěcení přijal 11. února 1995 z rukou kardinála Joachima Meisnera a spolusvětiteli byli biskup Reinhard Lettmann a biskup Gerd Dicke.
Dne 13. února 1995 se stal čestným kanovníkem katedrály svatého Pavla.
Od 15. května 1995 do 10. června 2021 byl členem Nejvyššího tribunálu apoštolské signatury.
Dne 18. února 1999 se stal členem Kongregace pro klérus.
Dne 21. září 1999 byl zvolen místopředsedou Německé biskupské konference. Dále působil jako člen evangelicko-katolické a ekumenické komise.
Dne 26. září 2006 se stal předsedou komise pro náboženské vztahy s judaismem a 5. října 2011 byl znovu zvolen jejím předsedou. Stejného dne rezignoval na post místopředsedy biskupské konference.
Dne 8. prosince 2015 přijal papež František jeho rezignaci na post diecézního biskupa z důvodu dosažení kanonického věku 75 let.